# 全美大桥
全美大桥（英語：All-America Bridge）是美国俄亥俄州阿克伦的一座公路高架桥，承载261号俄亥俄州州道跨过小凯霍加河，以纪念该市获得全美城市奖（All-America City Award）而命名，1981年开工，1982年竣工通车。